# Hunterův proces
Hunterův proces byl první průmyslový proces pro výrobu kovového titanu. V roce 1910 ho vynalezl Matthew A. Hunter, chemik narozený na Novém Zélandu, který pracoval ve Spojených státech. Proces je založen na redukci chloridu titaničitého (TiCl4) sodíkem v inertní atmosféře, za teploty 1000 °C. K odstranění vznikajícího chloridu sodného se používá zředěná kyselina chlorovodíková.
TiCl4(g) + 4 Na(l) → 4 NaCl(l) + Ti(s)
Před objevem Hunterova procesu nebylo možné získat čistý titan, pouze znečištěný materiál, často šlo o nitrid titanu. Tento proces se využíval k výrobě titanu až do roku 1993, kdy byl nahrazen ekonomičtějším Krollovým procesem, vyvinutým ve 40. letech 20. století. Tento proces využívá hořčík, místo sodíku.
Hunterův proces byl prováděn buď v jednom, nebo ve dvou krocích. V případě jednokrokové syntézy probíhá proces podle rovnice výše. Problémem je ale velké množství tepla vznikajícího při redukci pomocí sodíku a obtížná kontrola tlaku par kapalného sodíku. Proto se spíše využíval dvoustupňový proces. Ten spočíval v redukci TiCl4 na TiCl2 s polovičním stechiometrickým množstvím sodíku. Poté se TiCl2 v roztaveném chloridu sodném převede do jiné nádoby s dalším množstvím sodíku potřebným k vytvoření Ti. Dvoustupňové procesy probíhaly podle následujících dvou reakcí:
TiCl4(g) + 2 Na(l) → TiCl2(l, v NaCl) + 2 NaCl(l)
TiCl2(l, v NaCl) + 2 Na(l) → Ti(s) + 2 NaCl(l)
Na rozdíl od Krollova procesu se vznikající titan méně přichytává ke stěnám reaktoru a je také méně kontaminován železem a dalšími prvky. Titan vzniká ve formě prášku, který je důležitou surovinou v práškové metalurgii.
Velkou nevýhodou, ve srovnání s Krollovým procesem, je nízký tlak par vznikajícího NaCl, který neumožňuje odstranění tohoto produktu destilací. Proto se musí chlorid sodný odstraňovat loužením, které vyžaduje další energii. To bylo důvodem nahrazení tohoto procesu Krollovým, ke kterému došlo v roce 1993. Stále ale pokračuje výzkum a vývoj v této oblasti, neboť redukce sodíkem poskytuje kvalitnější kov než redukce hořčíkem.